# Carl Nielsen
Pour les articles homonymes, voir Nielsen.
Œuvres principales
- Symphonie no 4« Inextinguible »
- Symphonie no 5
- Concerto pour violon
- Concerto pour clarinette
- Quintette à vent

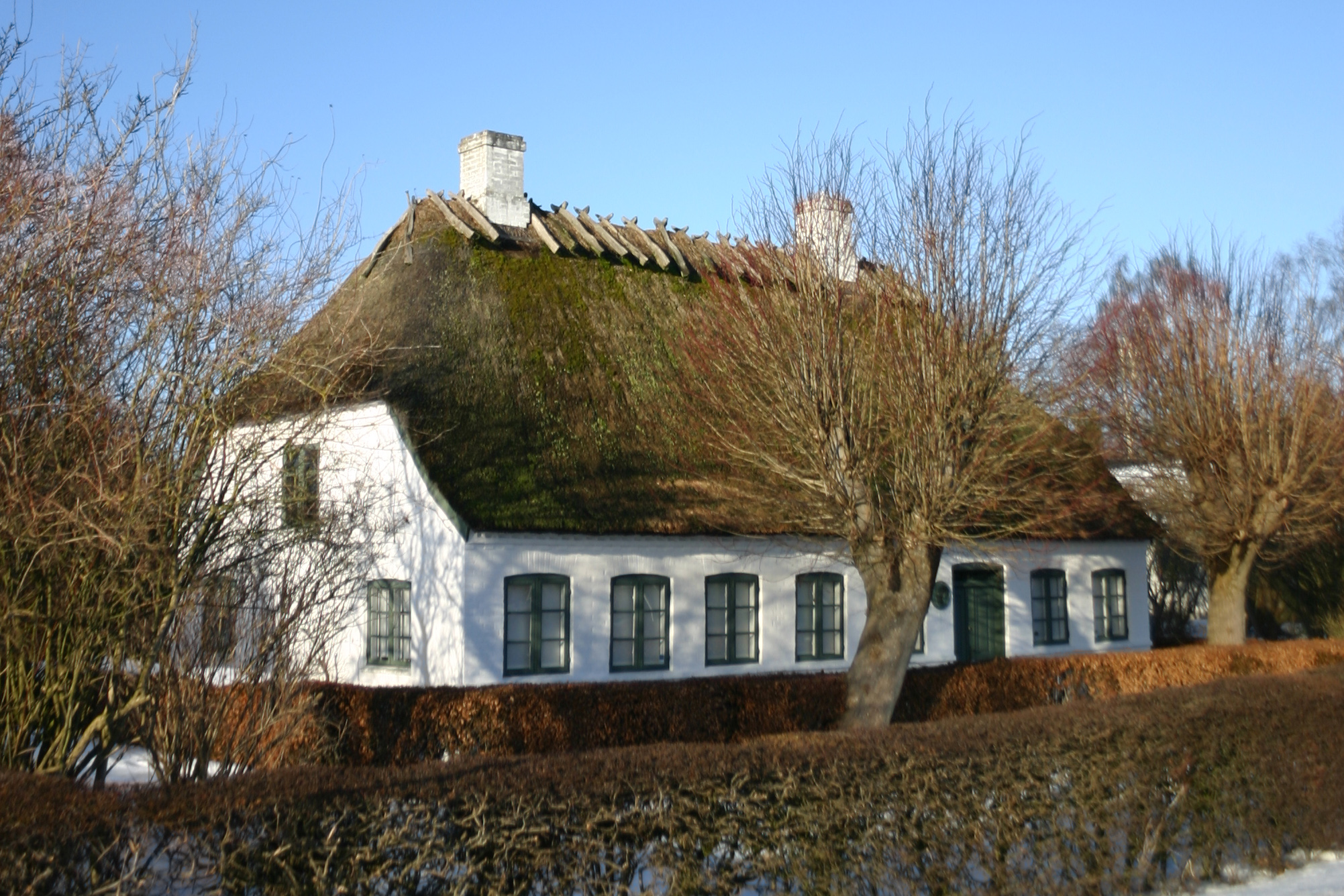
La maison d'enfance de Carl Nielsen.

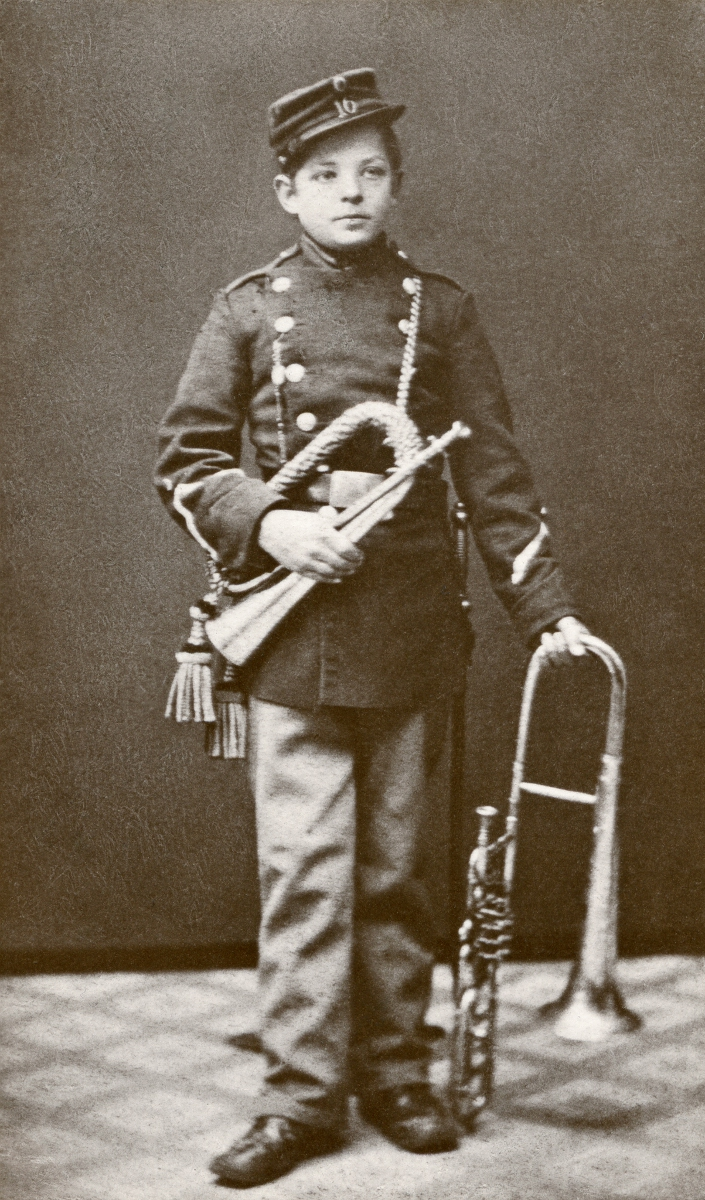
Carl Nielsen âgé de 14 ans à Odense.

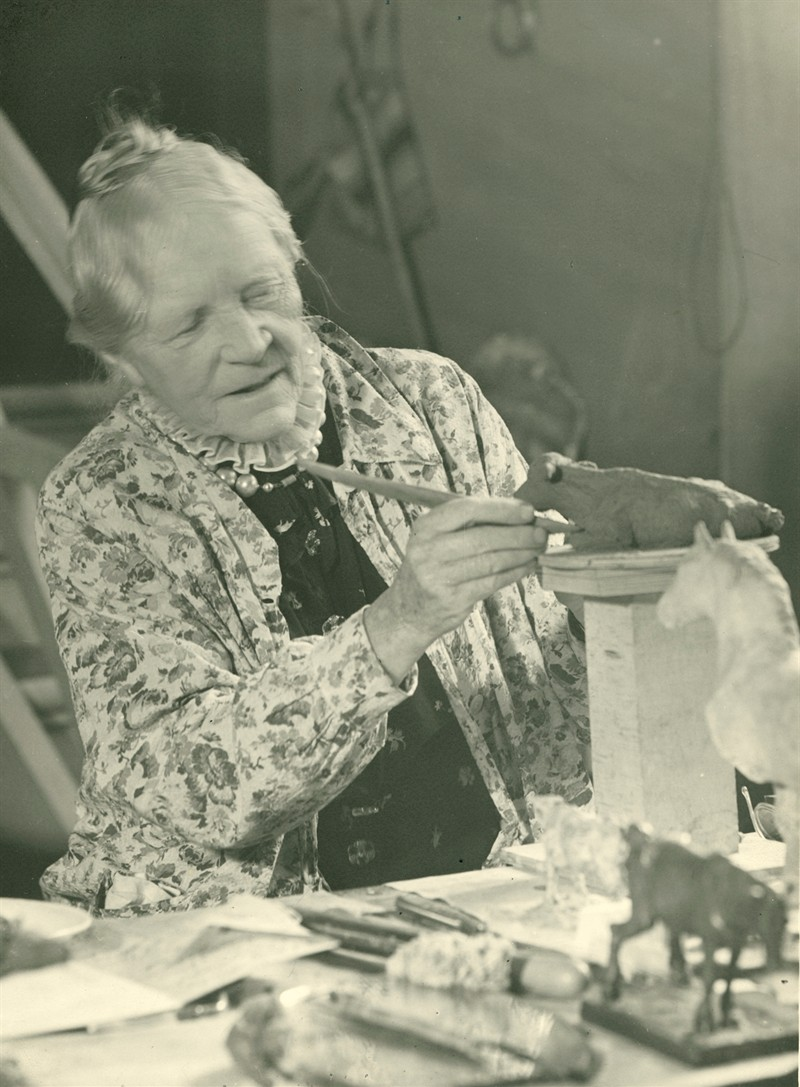
Anne Marie, femme de Carl Nielsen.

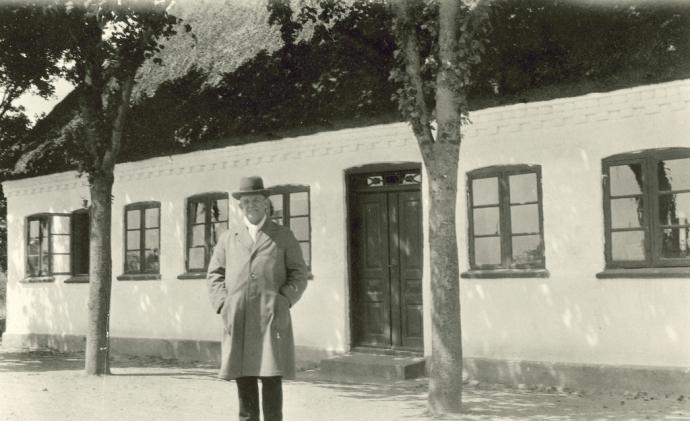
Carl Nielsen devant sa maison d'enfance (1927).

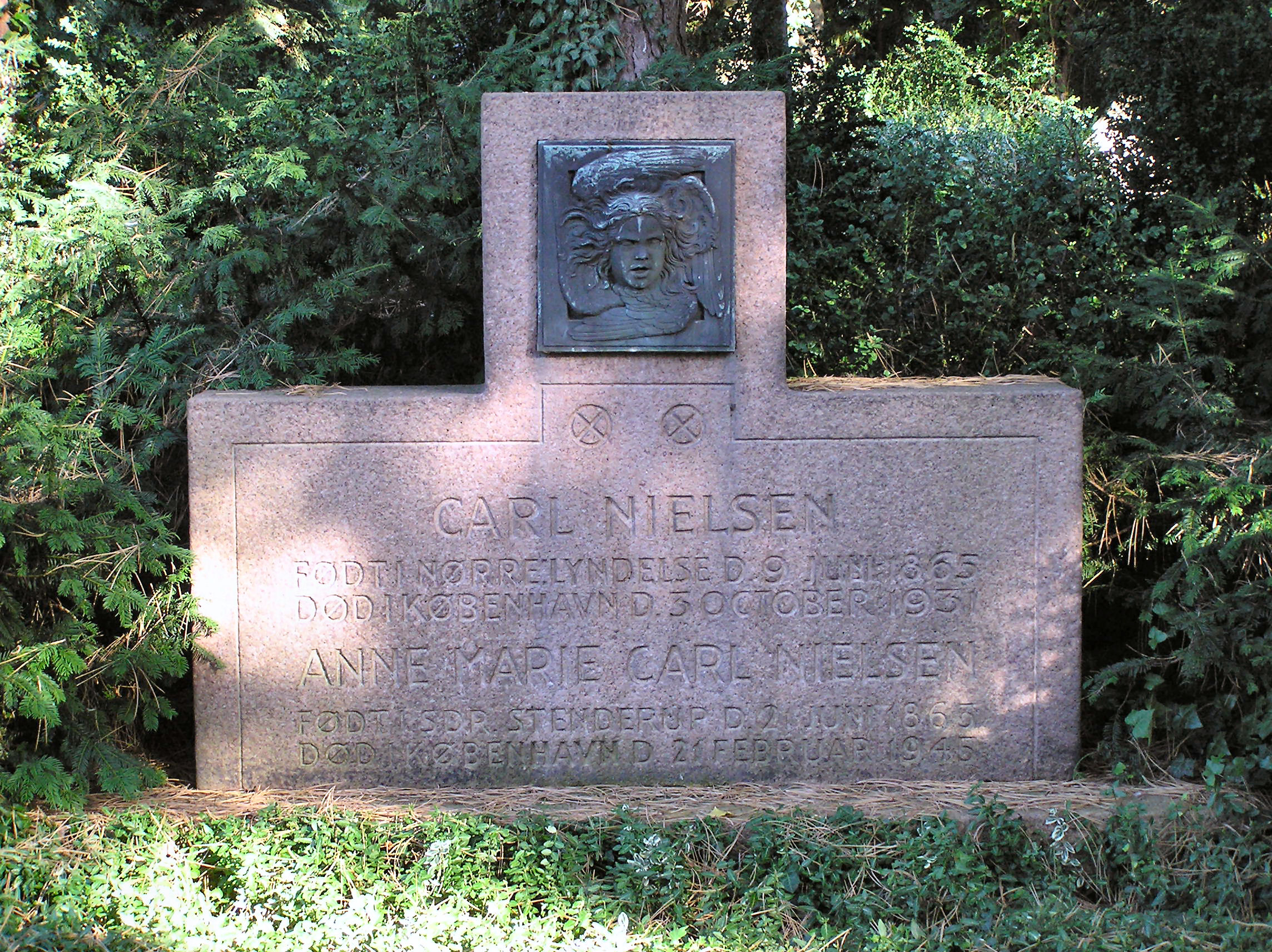
Pierre tombale de Carl Nielsen au cimetière Vestre à Copenhague.

Carl August Nielsen (né le 9 juin 1865 en Fionie près d'Odense — mort le 3 octobre 1931 à Copenhague) est un compositeur danois. Il est l'un des plus grands représentants parmi les compositeurs scandinaves. Auteur de deux opéras, de musique de chambre et symphonique et notamment de six symphonies, composées entre 1895 et 1925 et qui reflètent son évolution stylistique.

## Biographie
Carl Nielsen vit les deux dernières années de son enfance dans une chaumière, au no 42 de la route d'Odense à Faaborg, près du village de Nørre Lyndelse, où ses parents vécurent jusqu'en 1891. Cette maison est devenue un musée. Il est issu d'une famille nombreuse et très modeste, dont il est le 7e des douze enfants. Son père était ouvrier peintre en bâtiment ; il était également très apprécié comme musicien du village et il apprit à jouer du violon à ses enfants. En 1879, à l'âge de quatorze ans, Carl quitte sa famille pour occuper une place de cornettiste dans l'orchestre militaire d'Odense, situation qu'il occupe pendant quatre ans (1879–1883), avant de rejoindre Copenhague pour sa formation musicale. Il y travaille le violon avec V. Tofte et la théorie avec Johann Peter Emilius Hartmann et Orla Rosenhoff, l'histoire de la musique avec Niels Gade et P. Matthison-Hensen entre 1884 et 1889. Il est ensuite violoniste au sein de la Chapelle royale de Copenhague de 1889 à 1905. Tout en travaillant avec Rosenhoff, il remporte son premier succès de compositeur avec sa Suite, opus 1 en 1888. Il reçoit les encouragements notamment d'Edvard Grieg qu'il rencontre chez Emil Hartmann. Entre 1908 et 1914, il dirige l'orchestre du théâtre royal, puis le Musikföreningen, toujours à Copenhague, jusqu'en 1927. Il est aussi chef invité en Allemagne, aux Pays-Bas, en Suède et en Finlande. De 1916 à 1919, il enseigne la théorie au Conservatoire et en est nommé directeur l'année de sa mort.
Carl Nielsen épouse la peintre et sculptrice Anne Marie Carl-Nielsen (née Brodersen). Ils ont deux filles, Irmeline Johanne (née en 1891) et Anne Marie Frederikke (1893) et un garçon, Hans Börge (1895). Il meurt le 3 octobre 1931 à Copenhague et il y est enterré au cimetière Vestre.
L'Association française Carl Nielsen a été fondée par le musicologue Jean-Luc Caron en 1985. Elle édite un bulletin annuel  régulier.

## Œuvre
Carl Nielsen laisse environ 120 opus, dont seuls 59 ont été publiés de son vivant. Deux catalogues musicologiques permettent de classer l'œuvre. Celui de Dan Forg et Torben Schousboe (FS) et le catalogue thématique de 446 numéros, CNW.
Nielsen a écrit six symphonies dont certaines sont d'une puissance expressive remarquable. La troisième contient notamment un mouvement lent (Andante pastorale) faisant appel à une soprano et un ténor. Les adagios de la quatrième et de la sixième peuvent quant à eux évoquer ceux des futures symphonies de Dmitri Chostakovitch. La violence, l'humour noir du dernier mouvement de la quatrième symphonie, ou du premier mouvement de la cinquième se retrouveront aussi dans les productions de l'école russo-soviétique. La sixième déconcerta profondément les auditeurs et les critiques lors de sa création en raison de son caractère hermétique. 
Nielsen, violoniste virtuose, a écrit un concerto pour violon qu'a redécouvert Yehudi Menuhin. Il a écrit des ballets (Aladdin, pour grand orchestre et chœurs mixtes), des opéras (Saül et David et surtout Maskarade) et des lieder. Contrairement à celui de son contemporain Sibelius, le langage harmonique de Nielsen ne s'enrichit pas d'une inspiration populaire, et sa musique n'est pas à l'écoute de la nature. Nielsen se considérait comme un héritier du classicisme et de Johannes Brahms, dont il appréciait la rigueur dans la construction et l'absence de sentimentalisme. On peut reconnaître toutefois dans ses trois dernières symphonies, écrites entre 1914 et 1925, l'écho de l'angoisse et des déchirements de son temps. Quant au deuxième mouvement de la dernière symphonie, il reflète le scepticisme de Nielsen vis-à-vis des nouveaux courants musicaux de son époque. Le triptyque que forment ces trois chefs-d'œuvre soutient la comparaison, du point de vue de l'unité spirituelle et de l'homogénéité de l'inspiration, avec ces monuments de la musique symphonique que sont le groupe des symphonies no  4, 5 et 6 de Piotr Ilitch Tchaïkovski et celui, plus proche encore de l'inspiration de Nielsen, des symphonies no  5, 6 et 7 de Gustav Mahler et Sibelius.

### Opéras et musique de scène
- Snefrid, mélodrame (1893–10 avril 1894 ; rév. 1899)
- Saul og David (1898–1901) création, Copenhague 28 novembre 1902[8].
- Maskarade (1894–1906) création, Copenhague 11 novembre 1906[9].
- Aladdin (1919)

### Orchestre
- Petite Suite, pour cordes, op. 1 (1888 ; rév. 1889) création, Copenhague 8 mars 1888.
- Symphonie no 1 en sol mineur, op. 7 (1890-1892) création, Copenhague 14 mars 1894.
- Symphonie no 2, « Les quatre tempéraments », op. 16 (1902)  création, Copenhague 1re décembre 1902.
Composée juste après Saül et David, le musicien y introduit un élément philosophique et extra-musical – mais sans programme — en figurant, avec une remarquable vitalité, les différentes caractéristiques attribuées dans la tradition à la nature humaine, par le biais d'un ensemble de gravures populaires qu'il avait découvert : le colérique (nerveux ou bileux), le flegmatique, le mélancolique et le sanguin[10],[11].
- Helios, ouverture, op. 17 (1903)  création, Copenhague 8 octobre 1903.
- Saga-Drøm [« Rêve de Saga »], op. 39 (1907–1908)  création, Copenhague 6 avril 1908.
- Symphonie no 3, « Sinfonia Espansiva », op. 27 (1910–1911)  création, Copenhague 28 février 1912.
Composée juste avant le Concerto pour violon, les deux œuvres sont créées lors du même concert. Le titre veut donner une vision souriante de la Nature, dans la mesure où elle permet à l'humain d'y épancher sa soif de vie. Le second mouvement introduit deux voix solistes (soprano et baryton) qui chantent la joie de vivre et l'insouciante gaîté[12].
- Symphonie no 4, « Inextinguible », op. 29 (1914–1916) création, Copenhague 1re février 1916.
La préface porte la phrase suivante[6] : « La Musique c'est la vie ; et, à son image, elle est inextinguible. » Les quatre mouvements sont enchaînés sans pause.
- Pan et Syrinx, pastorale, op. 49 (1917–1918) création, Copenhague 11 février 1918.
- Franz Neruda in memoriam (1918)
- Sept Pièces d'après  Aladdin (1919)
- Symphonie no 5, op. 50 (1922) création, Copenhague 24 janvier 1922.
La 5e, dont l'auteur exceptionnellement n'attache aucun titre, ne comporte que deux mouvements, mais très amples. Cette symphonie est esthétiquement indissociable de la précédence : « L'une commence où l'autre s'arrête » et la complète[13].
- Symphonie no 6, « Semplice » (1925) création, Copenhague 11 décembre 1925.
- Un voyage imaginaire vers les îles Féroé (1927), ouverture rhapsodique
- Bohemisk-Danks folketone [« Airs traditionnels bohémiens et danois »], paraphrase pour cordes (1928)  création, Copenhague 1re novembre 1928.

### Concertos
Nielsen envisageait dès le début des années 1920, de composer cinq œuvres pour vent à destination de ses amis du Quintette à vent de Copenhague pour qui est conçu le Quintette à vent, op. 43 (1922) et « destinées à exploiter les ressources de chaque instrument en mettant en avant sa nature propre à la manière dont on traitera un personnage vivant ». Seuls deux concertos sont achevées en raison de la mort du compositeur. 
Le Concerto pour violon, écrit la décennie précédente, lors d'un séjour dans la propriété de Grieg, est une partition lyrique en quatre mouvements. L'œuvre composée en même temps que l'« Espansiva », est créée le même jour.
- Concerto pour violon, op. 33 (1911) création, Copenhague 28 février 1912.
- Concerto pour flûte (Florence, 1926 ; rév. novembre 1926 pour la création d'Oslo) création, Paris 21 octobre 1926. Dédiée au flûtiste et ami de Nielsen Holger Gilbert-Jespersen.
- Concerto pour clarinette, op. 57 (1928) création, Humlebaek 14 septembre 1928 par son dédicataire, Aage Oxenvad.
- Deux Fantaisies pour hautbois.

### Œuvre chorale
- Hymnus amoris, op. 12 (1896–1897)
Nielsen compose cette œuvre en hommage à sa jeune épouse, après un voyage de noces en Italie, où ils découvrent une toile du Titien : un homme tuant sa femme par jalousie. Ils se promirent d'en réaliser l'antithèse. Nielsen commande un poème à Axel Olrik et le texte danois est traduit en latin par J.L. Heiberg[16].
- Søvnen [« Le sommeil »], op. 18 (1904) — sur un poème de Johannes Jørgensen.
- Fynsk forår [« Printemps en Fionie »], pastorale, op. 42 (1921) — sur un texte de Aage Berntsen, lui aussi originaire de Fionie, île natale de Nielsen[16].
- Hyldest til Holberg [« Hommage à Holberg »] (1922)
- Trois motets, a cappella, op. 55 (1929) — sur les Psaumes 37, 22 et 30.
- Hymne til Kunsten [« Hymne à l'Art »]  (1929)
- Diverses cantates, dont celle pour le  50e anniversaire de l'union danoise (1931)

### Voix soliste
- Quarante chants danois (1914, 1917), en collaboration avec Thomas Laub[17]
- Vingt mélodies populaires  (1921)
- Dix petits chants danois (1924)

### Musique de chambre
Les quatuors à cordes, sont au nombre de quatre, plus deux autres qui sont exclus du catalogue par l'auteur. Le premier conservé (sol mineur) est révisé plus tardivement et porte en fait le numéro deux. C'est également le cas d'une première sonate pour violon, l'instrument du compositeur. Nielsen écrit tardivement deux pages pour le violon seul.
- Sonate pour violon en sol (1882)
- Quatuor à cordes en fa majeur (1887)
- Quintette à cordes en sol mineur (1888)
- Quatuor à cordes no 1, op. 5 en fa mineur (1890)
- Quatuor à cordes no 2, op. 13  en sol mineur (1888; rév. 1899)
- Sonate pour violon no 1, op. 9 (1895)
- Quatuor à cordes, no 3, op. 14 en mi bémol majeur,  (1897–1898)
- Ved en ung Kunstners Baare («Auprès du cercueil d'un jeune artiste«) (1910) — dédié au peintre Oluf Hartmann, mort dans sa trentième année[19]; pour quintette à cordes ou orchestre à cordes.
- Serenata in vano, pour clarinette, basson, cor, violoncelle et contrebasse (1914)
- Quatuor à cordes en fa majeur, no 4, op. 44  en sol mineur (1906 ; rév. 1919)
Le quatrième quatuor à cordes est le plus immédiatement danois, avec son tempérament ensoleillé. Julius Korngold évoque un « Strauss danois » pour parler de Nielsen[18].
- Sonate pour violon no 2, op. 35 (1912)
Le critique musical et compositeur danois, Rudolph Simonsen fait l'éloge de la partition et de son auteur : « Une grande personnalité nous parle de la première à la dernière mesure. » L'œuvre, est en trois mouvements et d'un poids comparable aux œuvres de Roussel ou Bartók[19].
- Quintette à vent en la majeur, pour flûte, hautbois (cor anglais), clarinette, cor et basson,  (1921–avril 1922) création à Gothembourg.
Le Quintette à vent est destiné à ses amis du Quintette à vent de Copenhague. C'est une œuvre au caractère essentiellement gai et comique, de facture classique, d'une grande clarté de forme et inspirée du modèle mozartien, celui de la Sinfonia concertante qu'il avait entendu jouer par les dédicataires. Nielsen ménage à chaque instrument des apparitions virtuoses où le soliste peut se mettre en valeur, notamment dans les variations finales, admirablement écrites[18].
- Prélude et thème avec variations, op. 48 pour violon seul (1923)
- Prélude et presto, pour violon seul (1928)

### Piano

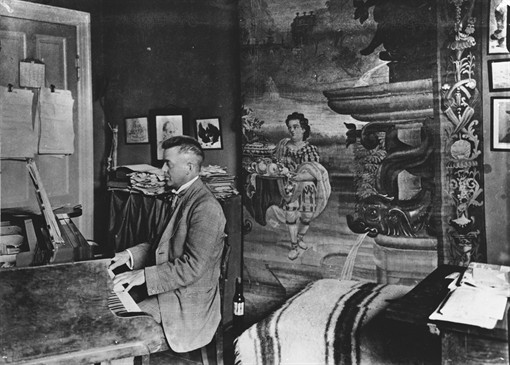
Carl Nielsen au piano dans son bureau de travail, vers 1915.

Nielsen ne pratiquait l'instrument qu'en amateur. Dans un premier temps, l'influence va de Grieg (Cinq pièces) à Brahms (op. 8) et la difficulté  destine ces œuvres à de bons déchiffreurs et  pianistes accomplis, telle la Suite symphonique. Dès la Chaconne, se succèdent trois chefs-d'œuvre de la musique pour clavier du XXe siècle, dans un art très personnel. Pour l'essentiel, le piano de Nielsen s'inscrit dans le mouvement qui exploite de manière renouvelée les formes classiques, illustré par Reger et Busoni, avant les néo-classiques de l'entre-deux-guerres.
- Deux pièces caractéristiques (c.1882–1883)
- Cinq Pièces, op. 3 (1890 ; pub. 1891) dédié à la pianiste Orpheline Olsen.
- Suite symphonique, op. 8 (1894 ; pub. 1895) création par la 5 mai 1895 par Louis Glass.
- Six Bagatelles humoristiques, op. 11 (1894–1897 ; pub 1897)
Il s'agit de pièces enfantines, dont la seconde, La toupie en forme de mouvement perpétuel, est la plus difficile.
- Prélude festif en l'honneur du nouveau siècle (1899)
- Chaconne, en ré mineur, op. 32 [FS 79 / CNW 86] (1916 ; pub. fin 1917) création, Copenhague 13 avril 1917, par Alexandre Stoffregen[22].
Après avoir délaissé le clavier pendant près de vingt ans au profit de trois symphonies et deux opéras, Nielsen revient au clavier pour trois œuvres importantes, dont la Chaconne est sans doute la plus parfaite et la plus achevée[23].
- Thème et variations, op. 40 (1917 ; pub. 1920)  création, Copenhague 29 novembre 1917, par Alexandre Stoffregen.
- Suite (1920 ; pub. 1923) création par Johannes Stockmart. Dédiée à Artur Schnabel.
Nielsen voulait appeler cette suite « luciférienne » pour en qualifier la lumière irréelle et glacée qu'elle comporte, comme une « obscure clarté » (Corneille) d'étoiles. Composée de six mouvements[24].
- Tre Klaverstykker [« Trois pièces pour clavier »], op. 59 [FS 131 / CNW 90] (1928 ; pub. 1937) création Copenhague, 14 avril 1928, par Christian Chrstiensen. Dédié à sa fille, Irmeline[25].
Les trois pièces commencent avec un Impromptu noté Allegro fluente, suivi par un Molto adagio et terminé par un fougueux Allegro non troppo, sans doute la plus originale des trois pièces. Le langage est étonnamment moderne et audacieux[26], la technique se fait plus difficile que les opus précédents[27].
- Musique pour piano pour jeunes et plus vieux, 24 pièces pour cinq doigts, op. 53, deux volumes (1930 ; pub. 1930)
Ce recueil pédagogique, demandé aux musiciens danois par la Société des professeurs du pays, est comparable aux premiers volumes des Mikrokosmos de Bartók, à peu près contemporains[21],[28]. Il fait se succéder tous les tons majeurs en respectant le carcan des « cinq doigts », les mains restant sur une même quinte seulement parfois différentes pour les deux mains. Hélas, à quelques exceptions près (nos 7, 13, 18, 19, 23), « la plupart des morceaux […] ne dégagent qu'un mortel ennui »[28].

### Orgue

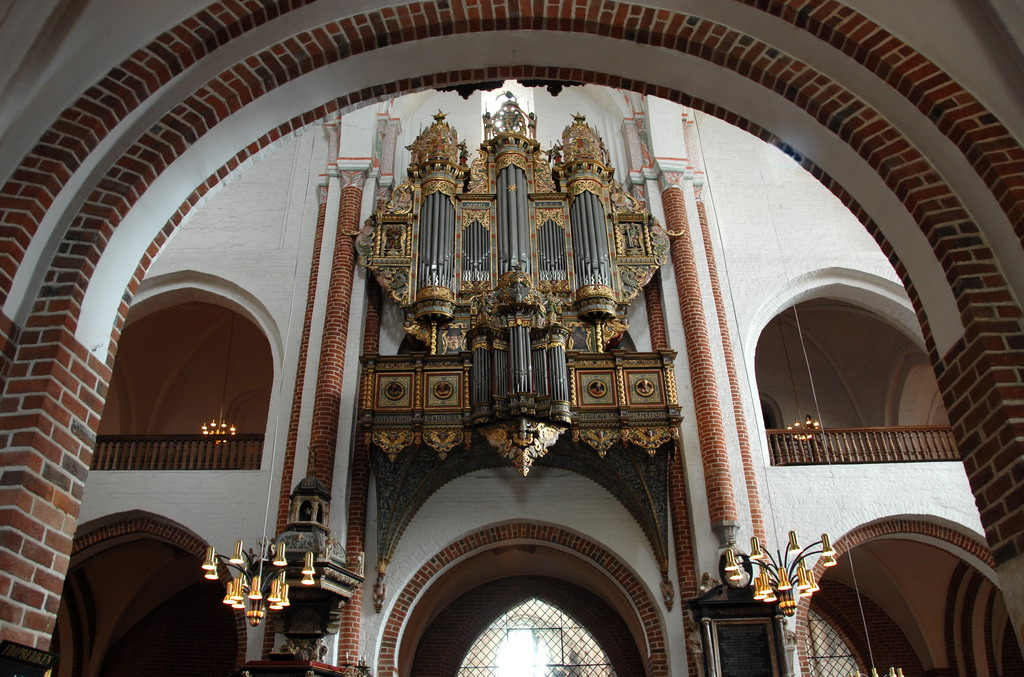
Orgue de la cathédrale de Roskilde.

Nielsen aborde l'écriture pour orgue à la fin de sa vie. Michel Roubinet invoque trois éléments pour expliquer cela : l'absence totale de rapport avec l'Église ; l'évitement d'un affrontement avec Max Reger, maître dominant du style contrapuntique, prédilection de l'instrument et enfin, les encouragements de son ami Emilius Bangert, organiste de la Cathédrale de Roskilde. C'est ce dernier qui assure la création d’« un chef-d'œuvre d'une exceptionnelle envergure » (entre 20 et 24 min), Commotio en 1931.
- Vingt-neuf courts préludes, op. 51 [CNW 96] (février–mars 1929)
Écrits à la demande de l'organiste Johannes Handsen, pour lui fournir des pièces jouables pendant l'office. La partition est destinée à un petit instrument sans pédalier.
- Deux préludes [CNW 98] (1930 ; pub. 1947)
Écrits à la demande de l'organiste Peter Thomsen, qui tient la tribune de l'église Simeon de 1918 à 1950.
- Commotio, op. 58 [CNW 99] (juin 1930–27 février 1931) création privée, le 24 avril 1931 à la chapelle d'Aarhus du Château de Christiansborg de Copenhague par Emilius Bangert.
L'œuvre n'est pas une commande, contrairement aux précédentes. Le titre de la pièce signifie mouvement, (« également spirituel », précise Nielsen dans le programme de la création à Lübeck), courant. Il s'agit là d'un résumé des efforts du musicien pour insuffler la vie à ses compositions. L'œuvre est en quatre mouvements et comporte deux fugues et une petite pour l'apothéose finale. L'articulation évoque le Concerto pour violon ou le finale de la 5e symphonie, sous forme d'« une immense toccata »[21] avec ses deux mouvements lents introduisant les pièces contrapuntiques[21],[30]. Peu avant sa mort, il écrit un texte d'introduction : « Le mot Commotio vaut en fait pour toute musique, mais le mot est utilisé ici pour définir l'auto-objectivation. Dans une œuvre d'envergure pour ce puissant instrument qu'on appelle l'orgue, et dont les sonorités sont déterminées par cet élément naturel que l'on appelle l'air, le compositeur doit essayer d'étouffer tout sentiment personnel, lyrique. La tâche immense et austère exige une espèce de sécheresse au lieu de sentiments, et doit davantage être envisagée par l'oreille qu'étreinte avec le cœur. L'œuvre est portée par deux fugues, enlacées par une introduction, des interludes et une coda, pareils à des plantes grimpantes. Le compositeur est d'avis que toute autre analyse est superflue ».

### Écrits non musicaux
- Min fynske Barndom (Mon enfance en Fionie, mémoires)
- Nielsen, Carl (1953). My Childhood. Traduit du danois par Reginald Spink.

## Discographie

### Symphonies
La première intégrale symphonique est l'œuvre d'Ole Schmidt en 1974, dirigeant l'Orchestre symphonique de Londres, enregistrée pour le label Unicorn et supervisée par Robert Simpson, le biographe du compositeur. D'autres chefs ont enregistré l'œuvre symphonique, tels Osmo Vänskä, avec les orchestres de Lahti et l'Orchestre écossais de la BBC (BIS), Thomas Dausgaard à Seattle, Colin Davis avec le symphonique de Londres (LSO-Live, 2011).
Intégrales
- Intégrale des symphonies - Orchestre de la radio danoise, dir. Herbert Blomstedt (1973/1975, EMI) (OCLC 820475869)
- Intégrale des symphonies - Orchestre symphonique de San Francisco, dir. Herbert Blomstedt (novembre 1987/septembre 1988, Decca 425 607-2 / 460 988-2) (OCLC 918377924)
- Intégrale des symphonies - Orchestre symphonique de la radio suédoise, dir. Esa-Pekka Salonen (1985/1990, Sony) (OCLC 775574392)
- Intégrale des symphonies ; Œuvres pour orchestre - Orchestre national de la Radio danoise, dir. Guennadi Rojdestvenski (16-17 novembre 1992/13-14 septembre 1993/mars 1994, 4 CD Chandos CHAN 9287 et CHAN 1027) (OCLC 31052488 et 971292346)
- Intégrale des symphonies - Orchestre philharmonique Janáček, Ostrava, dir. Theodore Kuchar (2005, 3 CD Brilliant Classics) (OCLC 156746461)
- Intégrale des symphonies - Orchestre symphonique de la radio de Francfort, dir. Paavo Järvi (10–11 décembre 2009/18–19 avril 2013, RCA/Sony 88875178802) (OCLC 933268656)

Symphonies séparées et autres œuvres symphoniques
Bernstein est le premier à enregistrer l'« Espensiva » (no 3) avec un orchestre danois en 1965 — après les chefs danois John Frandsen et Erik Tuxen —et les autres à New York. Sa conception de la troisième est « très héroïque, un peu à la limite du texte ». Karajan, dans l'« Inextinguible » (no 4) apporte moins la conviction des chefs danois qu'« une éblouissante démonstration de virtuosité orchestrale ».
- Symphonies nos 2, 3, 4 et 5 - Orchestre symphonique de New York, dir. Leonard Bernstein (1963/1965, Sony) (OCLC 29547226)
- Symphonies nos 2 et 4 - Orchestre symphonique de Chicago, dir. Jean Martinon (1967, RCA) (OCLC 913856730)
- Symphonies nos 2 et 4 - Orchestre symphonique de New York, dir. Leonard Bernstein (12 février 1973 / 9 février 1970, « Royal Edition » Sony) (OCLC 29010179)
- Symphonie no 5 - Orchestre du Concertgebouw d'Amsterdam, dir. Kirill Kondrachine (20 novembre 1980, Philips 438 283-2) — avec la Symphonie no 6 de Chostakovitch.
- Symphonie no 4 - Orchestre philharmonique de Berlin, dir. Herbert von Karajan (février 1981, DG) — avec Tapiola de Sibelius.
- Symphonies nos 3, 4, 5 et 6 - Orchestre symphonique de la radio finlandaise, dir. Jukka-Pekka Saraste (1998/août-septembre 1999, Finlandia/Warner) (OCLC 1183648451)
- Fynsk forå [« Le printemps en fionie »], op. 42 ; Aladdin, suite pour orchestre, op. 34 - solistes, chœur et orchestre, Inga Nielsen, Kim von Binzer, Jørgen Klint, Skt. Klementsskolens Kor, Lille Muko, Odense Symfoniorkester, dir. Tamás Vetö (1985, Unicorn-Kanchana DKP 9054) (OCLC 1178535891)

### Concertos
- Concertos pour flûte ; Concerto pour clarinette, op. 57 - Julius Baker (en), flûte et Stanley Drucker, clarinette ; Orchestre symphonique de New York, dir. Leonard Bernstein (1967, Sony) (OCLC 1107638987)
- Les trois concertos - Dong-Suk Kang (en), violon ; Patrick Gallois, flûte ; Olle Schill, clarinette ; Orchestre symphonique de de Gothembourg, dir.  (1985/1987, BIS CD-616)
- Concerto pour violon, op. 33 - Emil Telmányi, violon ; Orchestre de l'opéra royal de Copenhague, dir. Egisto Tango (3-7 juin 1947, Dutton) (OCLC 873131663)
- Concerto pour violon, op. 33 - Yehudi Menuhin, violon ; Orchestre symphonique de la radio danoise, dir. Mogens Wöldike (28 septembre 1952, EMI)
- Concerto pour violon, op. 33 - Maxime Venguerov, violon ; Orchestre symphonique de Chicago, dir. Daniel Barenboim (janvier 1996, Teldec) (OCLC 36243356) — avec le concerto de Sibelius.
- Concerto pour violon, op. 33 - Vilde Frang, violon ; Orchestre symphonique national du Danemark, dir. Eivind Gullberg Jensen (août 2011, EMI/Warner) (OCLC 800458503) — avec le concerto de Tchaïkovski.

### Musique de chambre
- Quatuors à cordes - The Young Danish String Quartet (11-13 juin / 27-31 juillet / 17-20 août 2007, 2 SACD Dacapo Records 6.220521 et 6.220522) (OCLC 1117172378 et 227034972)
- Quintette à vents, op. 43 - Melos Ensemble (décembre 1967, EMI) (OCLC 33412667 et 701828529)
- Quintette à vents, op. 43 - Emmanuel Pahud, Sabine Meyer et al. (EMI 3 94421 2) — avec les concertos pour flûte et clarinette.
- Praeludium und Thema mit Variationen, op. 48 - Hélène Collerette, violon (mars 2014, Radio France SIG11098) (OCLC 995250462) — avec des œuvres de Jacques Hétu, Svante Henryson, Esa-Pekka Salonen et Serge Arcuri.

### Piano et orgue
- Pièces pour piano : 03. Suite symphonique, op. 8 ; Chaconne, op. 32 ; Suite, op. 45 ; 3 pièces pour piano op. 59 - John Ogdon, piano (1967, RCA) (OCLC 873563927 et 903284343)
- Musique pour piano, vol. 1 et 2 - Peter Seivewright (en), piano (septembre/octobre 1995, Naxos 8.553574 et 8.553653)
- L'Œuvre pour piano - Martin Roscoe (en), piano (2007, 2 CD Hyperion CDA67591/2)
- Œuvres pour orgue - Bine Bryndorf, orgue Marcussen & Son de la Nikolaj Kunsthal (en) (14-16 février 2016, SACD Dacapo Records 6.220635)

### Musique chorale
- Songs for Choir - Ars Nova Copenhagen, dir. Michael Bojesen (8-10 mai 2014, Dacapo 6.220569) (OCLC 929484408)

### Opéra et musique de scène
- Aladdin, drame féerique en cinq actes - Guido Paevatalu ; Mette Ejsing ; Orchestre de la radio danoise, dir. Guennadi Rojdestvenski (mai 1992, Chandos CHAN 10498) (OCLC 1113492588)
- Saül et David - Aage Haugland ; Peter Lindroos ; Chœur et Orchestre de la radio danoise, dir. Neeme Järvi (1990, Chandos) (OCLC 886831835)
- Maskarade - Bo Skovhus, G-H Jensen, Aage Hauglan, Orchestre de la radio danoise, dir. Ulf Schirmer (15-22 juin 1996, Decca 460 227-2) (OCLC 959655959)

## Hommages
L'astéroïde (6058) Carlnielsen est nommé en son honneur.

### Monographies
- Carl Nielsen, centenary essays, édité par Jürgen Balzer, Copenhague, 1965.
- Jean-Luc Caron, Carl Nielsen : vie et œuvre, 1865-1931, Lausanne, Éditions L'Âge d'Homme, 1990, 500 p. (ISBN 978-2-8251-0007-3, OCLC 476739627, lire en ligne).
- Jean-Luc Caron, Carl Nielsen, Paris, Bleu nuit, coll. « Horizons » (no 43), 2015, 176 p. (ISBN 978-2-35884-042-2 et 2-35884-042-4, OCLC 907252214).

### Autres
- Harry Halbreich, « La musique en Scandinavie de 1800 à nos jours : Le Danemark », dans Norbert Dufourcq (dir.), La Musique  : les hommes, les instruments, les œuvres, vol. 2 : De l'aube du classicisme à la période contemporaine, Paris, Larousse, 1965, iv-399 (OCLC 460557849, BNF 33111813), p. 283–284.
- Paul-Gilbert Langevin, « Carl Nielsen, musicien de la vie », dans Musiciens d'Europe : figures du renouveau ethnoromantique : essais en forme de « Prélude, Variations et Fugue », Paris, Richard-Masse, coll. « La Revue Musicale » (no 388-390), 1986, 213 p. (OCLC 988724495), p. 128–148[36].
- François-René Tranchefort (dir.), Guide de la musique symphonique, Paris, Fayard, coll. « Les Indispensables de la musique », 1986 (OCLC 757032780), « Carl Nielsen », p. 564–571.
- (en) Mina F. Miller, Carl Nielsen : a guide to research, Londres, Garland, coll. « Garland composer resource manuals » (no 6), 1987, xvi-245 (ISBN 0-8240-8569-8, OCLC 715772515)
- Theodore Baker et Nicolas Slonimsky (trad. de l'anglais par Marie-Stella Pâris, préf. Nicolas Slonimsky), Dictionnaire biographique des musiciens [« Baker's Biographical Dictionary of Musicians »], t. 3 : P–Z, Paris, Robert Laffont, coll. « Bouquins », 1995 (réimpr. 1905, 1919, 1940, 1958, 1978), 8e éd. (1re éd. 1900), 4728 p. (ISBN 2-221-06787-8), p. 2972–2974.
- Guy Sacre, La musique pour piano : dictionnaire des compositeurs et des œuvres, vol. II (J-Z), Paris, Robert Laffont, coll. « Bouquins », 1998, 2998 p. (ISBN 978-2-221-08566-0).
- Walter Willson Cobbett (trad. de l'anglais par Marie-Stella Pâris), Dictionnaire encyclopédique de la musique de chambre, t. 2, Paris, Éditions Robert Laffont, coll. « Bouquins », 1999, 1627 p. (ISBN 2-221-07848-9, OCLC 43700189, BNF 37058055), p. 1066–1067.
- Henri-Claude Fantapié, « Nielsen, Carl », dans Marc Vignal  (dir.), Dictionnaire de la musique, Paris, Larousse, 2005 (1re éd. 1982), 1516 p. (OCLC 896013420, lire en ligne), p. 695.